# Фанц, Рейнхольд
Райнхо́льд Фа́нц (нем. Reinhold Fanz; 19 января 1954, Мангейм, ФРГ) — немецкий футболист, тренер.

## Карьера футболиста
В качестве игрока выступал во многих немецких командах, самыми известными из которых являются «Фортуна» (Дюссельдорф) и «Карлсруэ». В 1979 году футболист в составе «Фортуны» стал обладателем Кубка Германии.

## Карьера тренера
В качестве тренера Фанц вывел во 2-ю Бундеслигу «Ганновер 96», а затем один сезон проработал в Бундеслиге, в команде «Айнтрахт» (Франкфурт). В дальнейшем Фанц работал в ряде клубов низших лиг чемпионата Германии.
В 2008 году специалист возглавил сборную Кубы. Он поставил цель выйти с командой на чемпионат мира. Однако ему не удалось выполнить свою задачу и в том же году Фанц покинул команду.

## Достижения
- Обладатель Кубка Германии (1): 1979